# Глюксбург (Німеччина)
Глю́ксбург (також Ґлю́ксбурґ, нім. Glücksburg), також Лю́ксборг (дан. Lyksborg) — місто в Німеччині, розташоване в землі Шлезвіг-Гольштейн. Входить у склад району Шлезвіг-Фленсбург.
Площа — 39,70 км². Населення становить 6220 ос. (станом на 31 грудня 2020).

## Галерея

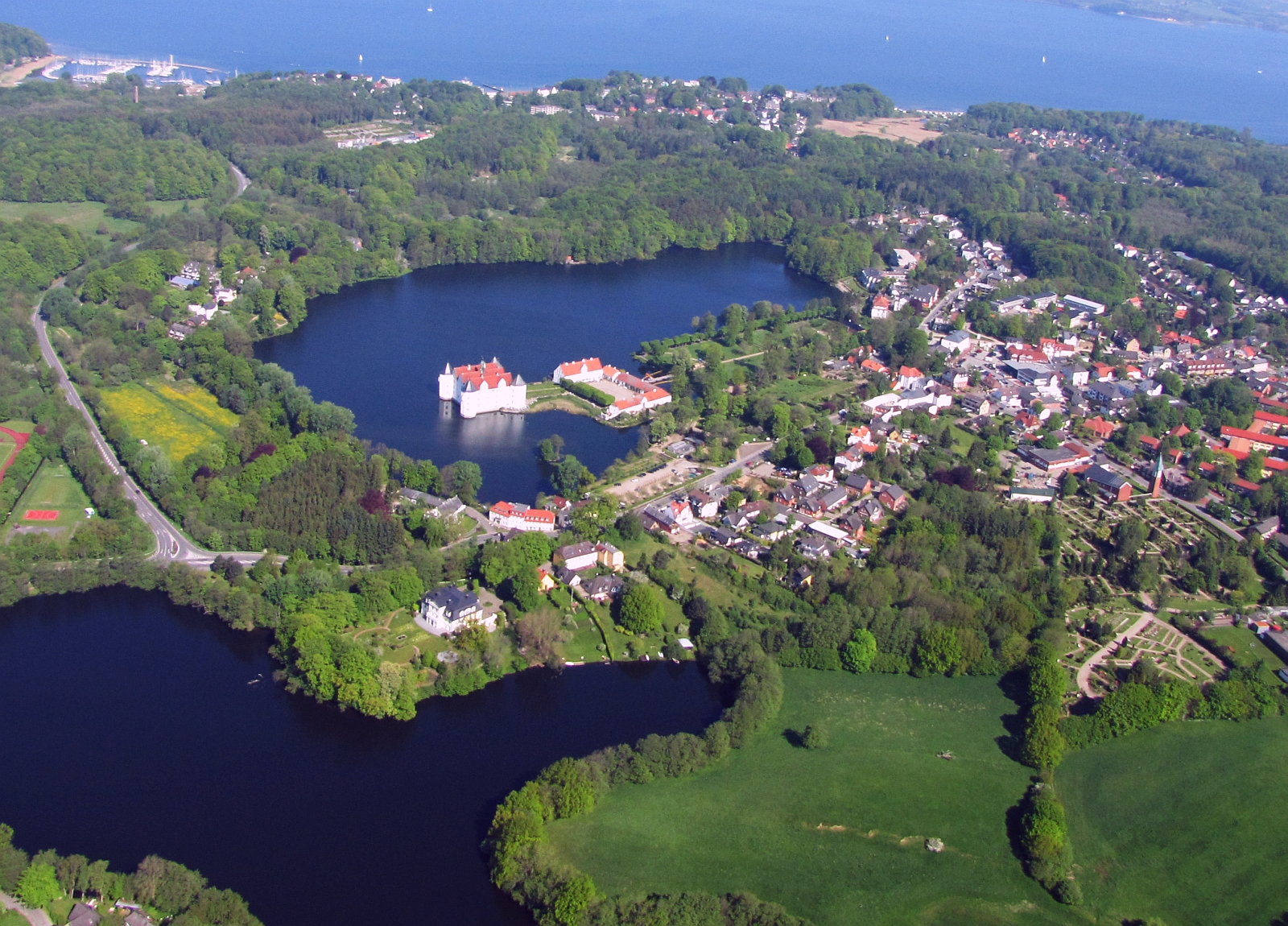
Глюксбурзький замок з висоти пташиного польоту
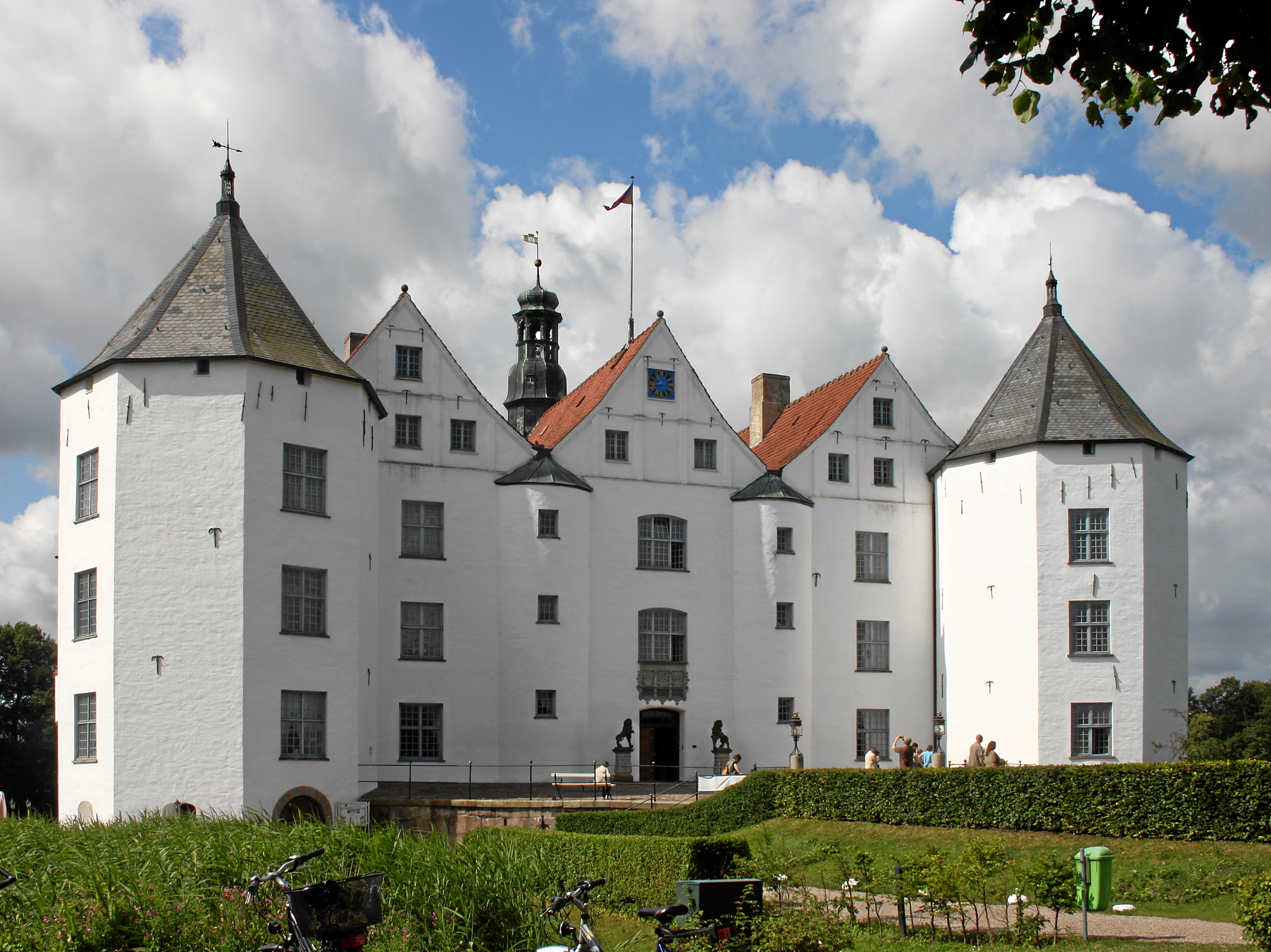
Фасад Глюксбурзького замку
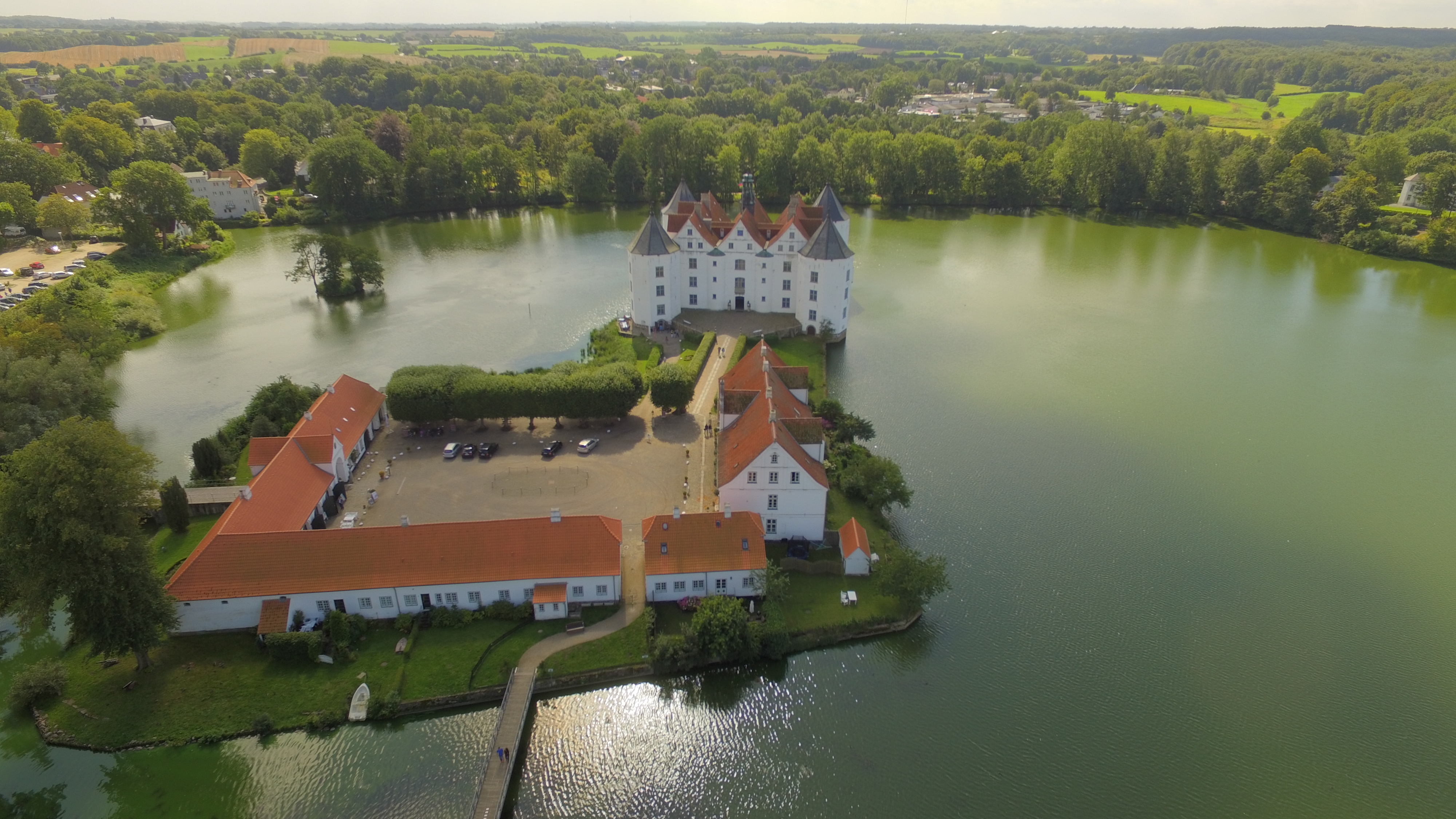
Подвір'я Глюксбурзького замку
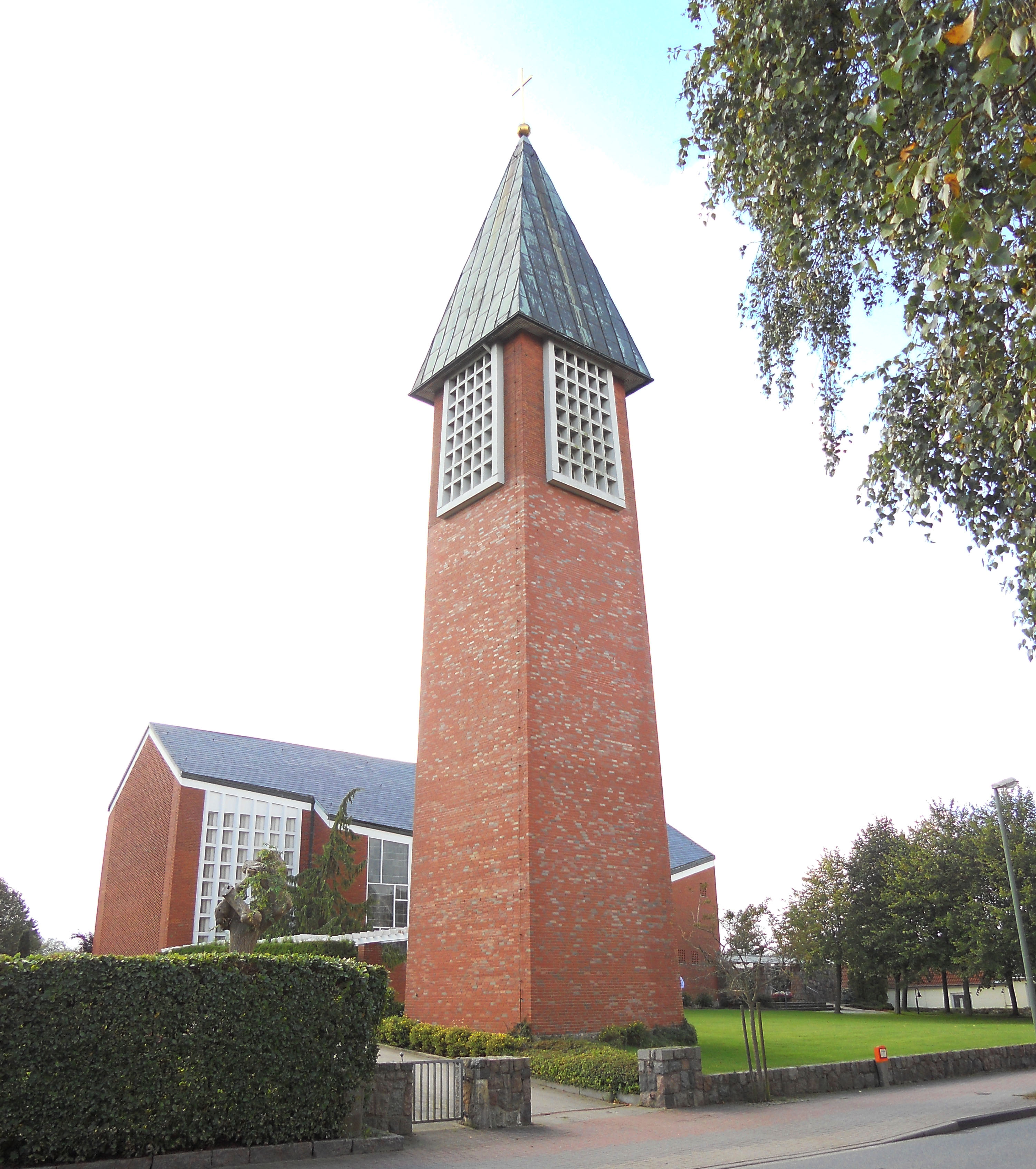
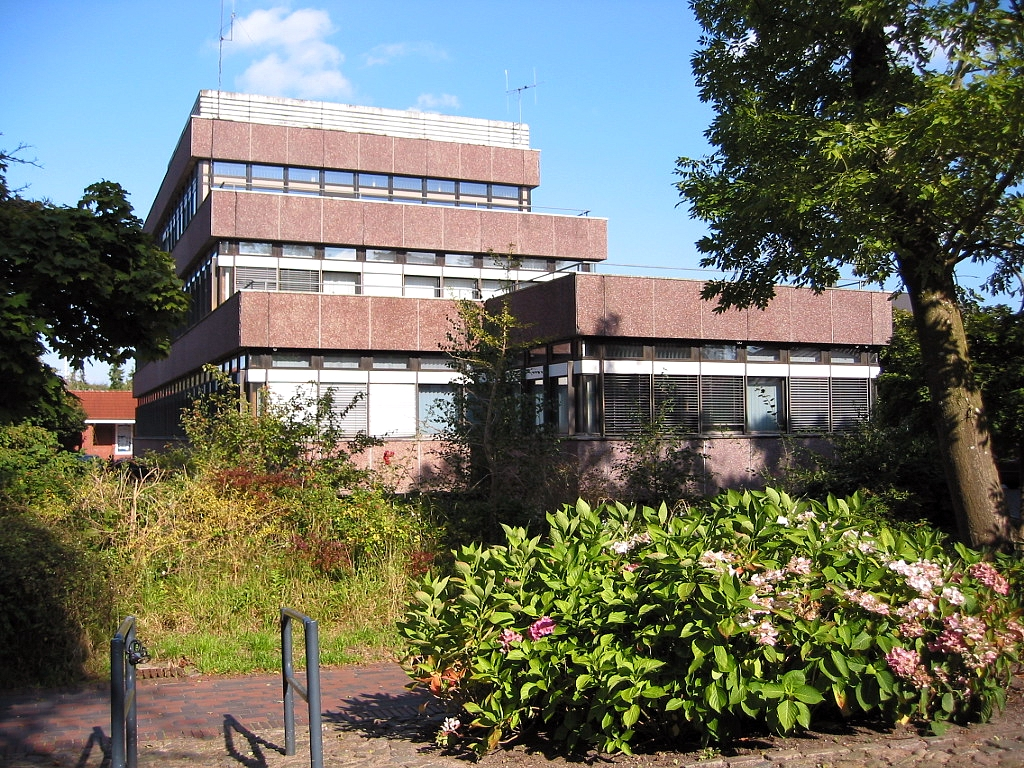
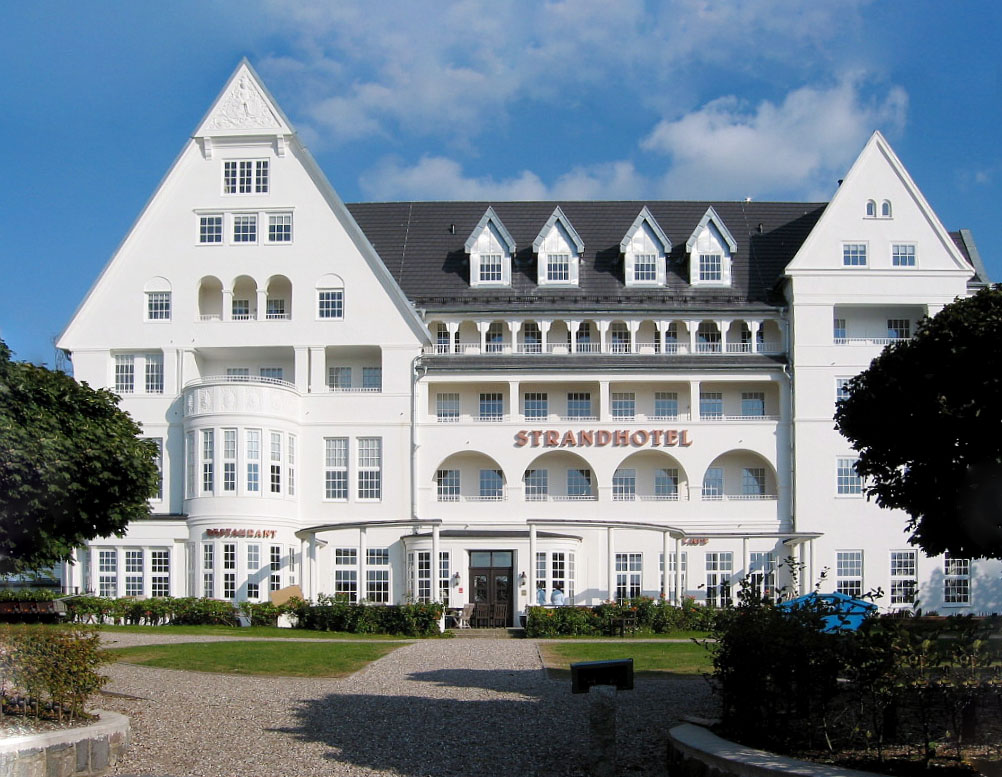